# Nhánh màng não của thần kinh lang thang
Nhánh màng não của thần kinh lang thang là một trong những nhánh đầu tiên của thần kinh lang thang ở ngang mức hạch trên. Các thân neuron nằm trong hạch trên và chi phối màng cứng trong hố sọ sau của nền sọ. Nhánh màng não đi ngược vào hộp sọ qua hố tĩnh mạch cảnh.